# ヴォルガスト
ヴォルガスト（Wolgast）はドイツ連邦共和国の都市。メクレンブルク＝フォアポンメルン州のオストフォアポンメルン郡に属する。ペーネシュトロム川に面しており、跳開橋を通して、道路と鉄道で行き来できるウーゼドム島と向かい合っている。

## 歴史

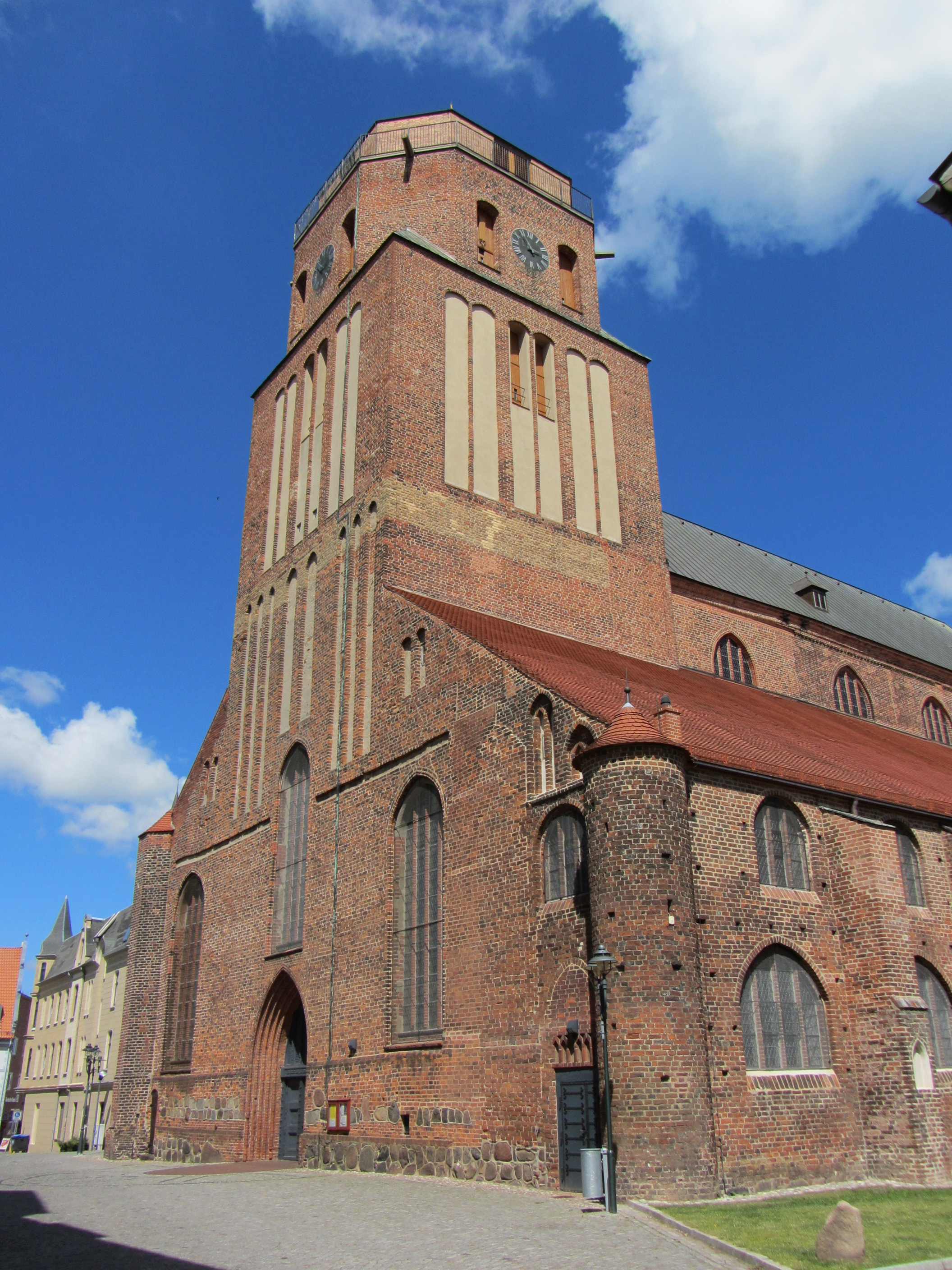
聖ペトリ教会（2013年）

現代ヴォルガストの先駆けは、ヴェンド人の拠点、ホロガスト砦であった。1123年、ホロガストはポメラニア公ヴァルティスラフ1世に明け渡された。1128年、ヴェンド人はバンベルク司教オットーに洗礼を施され、オットーは現地の神殿を破壊して、そこに聖ペトリ教会を建てた。まもなく、ドイツの入植者が発展しつつある町に移り住んだ。1282年、ヴァルティスラフ3世により、リューベック法を与えられた。

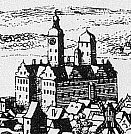
宮殿（1652年）

ヴォルガストは、グライフェン家の支配が終わる1637年まで、1285年からポメラニア公の居住地であり、公国の長年の分裂における、ポメラニア＝ヴォルガスト公国の首都であった。居住用の宮殿は、ある島にルネサンス様式で建てられた。それゆえその島は、宮殿島と呼ばれている。フィリップ・ユリウス公が跡継ぎを残さず死んだとき、ポメラニア＝ヴォルガスト公爵の系譜は途絶えた。
三十年戦争の間に、スウェーデン王国はヴォルガストを占領し、1815年までスウェーデン領ポメラニアの一部として保持した。大北方戦争のおり、アルトナでのスウェーデンの放火に対する報復として、1713年にロシア・ツァーリ国軍によって町は焼き払われた。1つの教会と4つの礼拝堂、もう4つの建築物だけは火災を免れた。したがって、旧市街の建物は18〜19世紀のものであり、町役場は火災の後、バロック様式で再建された。
1815年のポメラニアからのスウェーデンの撤退後、町はプロイセン王国のポンメルン州に組み入れられた。宮殿の最後の残骸は、1849年に運び出された。ヴォルガストは、穀物取引のための港として19世紀を通じて繁栄した。
1994年6月12日、ヴォルガストは郡役所所在地としての地位を失い、ヴォルガスト郡はオストフォアポンメルン郡と合併した。2011年には、フォアポンメルン＝グライフスヴァルト郡の一部となった。

## 出身者
- アドルフ・フリードリヒ・シュテンツラー：東洋学者、インド学者

## 参考文献

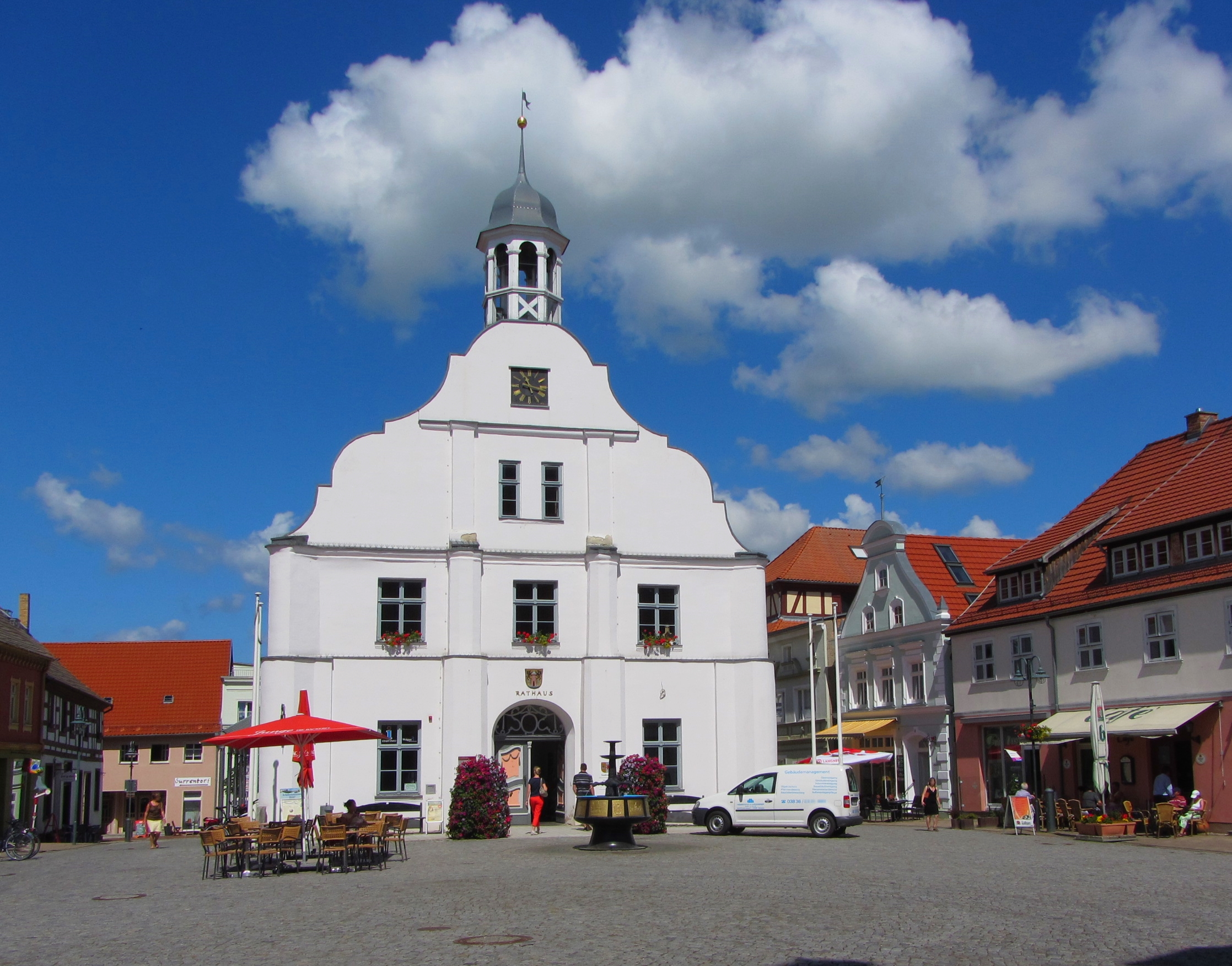
Rathaus Wolgast（旧市庁舎）

## 引用
1. ↑  Statistisches Amt M-V – Bevölkerungsstand der Kreise, Ämter und Gemeinden 2023 (XLS-Datei)
2. ↑  Schmidt 2009, p. 159.
3. ↑  Schmidt 2009, pp. 152, 160.
4. ↑  Schmidt 2009, pp. 160–161.
5. 1 2 3 4 5  Berger 2008, p. 361.
6. 1 2 3  Dubilski 2003, p. 173.
7. ↑  Wolgast 1995, p. 217.